# Pidlisnyj Ołeksyneć
Pidlisnyj Ołeksyneć (ukr. Підлісний Олексинець) – wieś na Ukrainie, w obwodzie chmielnickim, w rejonie chmielnickim, w hromadzie Gródek. W 2001 liczyła 827 mieszkańców, spośród których 819 wskazało jako ojczysty język ukraiński, 5 rosyjski, 2  mołdawski, a 1 białoruski.